# Yvonne Merin
Yvonne Merin, pseudonyme d'Annelies Ruth Johanna Martha Wilhelmine Dorothee von Brandenstein, née le 19 septembre 1921 à Ober-Röhrsdorf (depuis 1922, province de Posnanie-Prusse-Occidentale) et morte le 15 juin 2012 à Potsdam, est une actrice est-allemande.

## Biographie
Yvonne Merin est l'aînée des quatre filles de Lothar von Brandenstein (1893-1953), propriétaire terrien, et de son épouse Ruth von Ostau (1899-1966), femme de lettres. Sa sœur cadette est l'écrivaine Leonie Ossowski (1925-2019). En 1945, toute la famille fuit la Posnanie-Prusse-Occidentale devant l'avancée de l'Armée rouge, mais la jeune femme demeure en République démocratique allemande.
Après avoir été formée au Nachwuchsstudio de la DEFA, Yvonne Merin est remarquée en 1949 par le  cinéaste Gerhard Lamprecht qui la fait jouer dans son film Quartet à cinq. Plus tard, elle apparaît dans des films tournés par son mari, Kurt Maetzig, cinéaste inscrit au parti communiste est-allemand. En 1952, elle tient le rôle principal de Romance d'un jeune couple, de Maetzig. Après l'échec de ce film, considéré comme un film de propagande par de nombreux intellectuels, Yvonne Merin s'éloigne de l'industrie cinématographique d'État est-allemande.
Entre 1954 et 1956, elle monte sur la scène du Hans Otto Theater de Potsdam. Pour Günter Reisch, elle joue en 1959 dans un petit rôle dans Maibowle et en 1962 encore une fois dans Ach, du fröhliche …. Pendant l'année 1959-1960, elle suit une formation de jardinier auprès de Karl Foerster à Bornim.
À partir de la fin des années 1960, elle mène une carrière de dramaturge et d'auteur pour le DEFA-Dokumentarfilmstudio. Entre 1977 et 1983, elle participe entre autres à la création de dix-huit parties de la série documentaire Du und deine Gesundheit (Toi et ta santé).
En 1960, elle se remarie avec le cinéaste Armin Georgi et se fait appeler Yvonne Georgi-Merin

## Filmographie
- 1949 : Quartet à cinq (Quartett zu fünft) de Gerhard Lamprecht : Anne Treibel
- 1949 : Les Quadrilles multicolores (Die Buntkarierten) de Kurt Maetzig : Marie
- 1950 : Le Conseil des dieux (Der Rat der Götter) de Kurt Maetzig : Claudia Mauch
- 1952 : Romance d'un jeune couple (Roman einer jungen Ehe) de Kurt Maetzig : Agnes Sailer
- 1959 : Maibowle (de) de Günter Reisch
- 1962 : Ach, du fröhliche … de Günter Reisch
- 1980 : Wegweiser Gesundheit: Verantwortung Erwachsener bei Alkoholmißbrauch (film documentaire, littéralement Guide de santé : responsabilité des adultes pour abus d'alcool) (scénario)